# مولي كين
مولي كيني (بالإنجليزية: Molly Keane)‏ (20 يوليو 1904، مقاطعة كيلدير في جمهورية أيرلندا - 22 أبريل 1996 في جمهورية أيرلندا)؛ كاتِبة وروائية أيرلندية.

## روابط خارجية
- مولي كين على موقع الموسوعة البريطانية (الإنجليزية)
- مولي كين على موقع قاعدة بيانات برودواي على الإنترنت (الإنجليزية)